# 56 멜레테

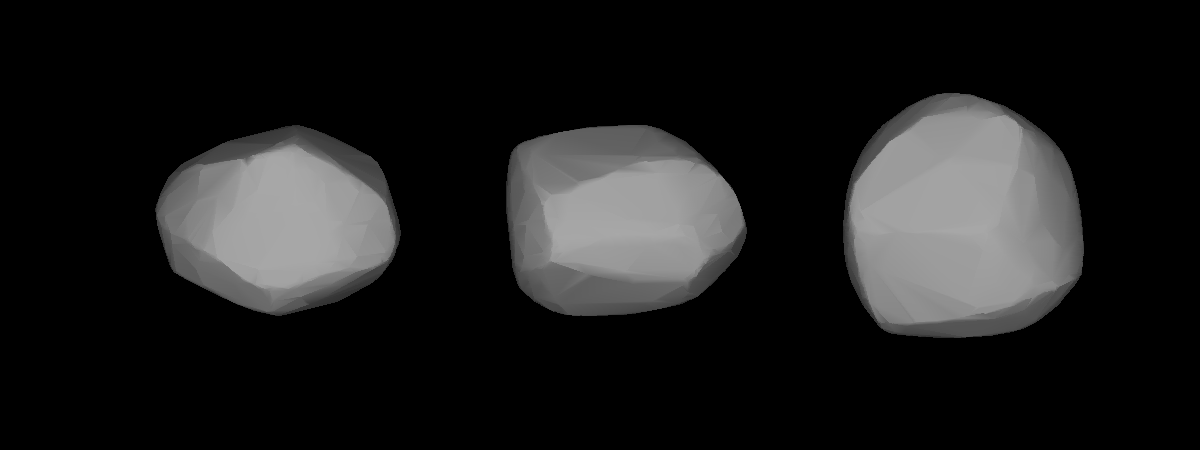
56 멜레테의 3D 모델

56 멜레테는 크고 어두운 소행성대의 소행성이다. 특이한 P형 소행성으로, 유기물이 풍부한 규산염과 탄소로 구성되어 있으며 내부에 물 얼음이 있을 가능성이 있을 것으로 추측이 된다. 멜레테는 1857년 9월 9일 파리에서 헤르만 골드슈미트가 발견했다. 전에 41 다프네와 혼동되었지만, 1871년 8월 27일 두 번째로 56 멜레테가 다시 관측이 되며 그렇지 않다는 것이 증명되었다. 지금까지 멜레테의 두 번의 별 엄폐 현상이 성공적으로 관찰되었다. (1997년과 2002년)
1. ↑  《[Appletons'] annual cyclopaedia and register of important events of the year: 1861-1875》. New York, D. Appleton. 1862-76.